# Bizarre Records
La Bizarre Records è stata un'etichetta discografica statunitense.

## Storia
Dopo aver inaugurato l'etichetta discografica durante la seconda metà degli anni sessanta, Frank Zappa ed Herb Cohen pubblicarono un annuncio in cui riportavano gli obiettivi che si poneva l'etichetta: 
 I dischi della Bizarre erano distribuiti dalla Warner Bros. Il primo album uscito per la casa discografica è The Berkeley Concert (1968) di Lenny Bruce. Tra gli artisti che hanno pubblicato musica per la Bizarre si contano, oltre ai Mothers of Inventions di Zappa, le GTO's, e Sandy Hurvitz.